# Elecciones generales de Irlanda de 1933
Las elecciones generales de Irlanda de 1933 se realizaron el 24 de enero para renovar los 153 escaños del Dáil Éireann, disolviéndose el parlamento menos de un año después de haber sido juramentado. El gobernante Fianna Fáil, de Éamon de Valera, obtuvo mayoría absoluta exacta con el 49.70% de los votos, y 77 de los 153 escaños, siendo la primera vez desde el establecimiento del Estado Libre Irlandés que un solo partido obtenía el cuórum propio en el parlamento y no necesitaba formar una coalición para gobernar. De Valera fue reelegido de este modo para un segundo mandato. Estas fueron también las últimas elecciones a las que concurrió el partido Cumann na nGaedheal, que luego se fusionaría con el Partido Nacional de Centro y Guardia Nacional para formar el partido Fine Gael.

## Resultados
|  | 49.70 % |

|  | 50.33 % |

|  | 30.47 % |

|  | 31.37 % |

|  | 9.15 % |

|  | 7.19 % |

|  | 5.71 % |

|  | 5.23 % |

|  | 4.97 % |

|  | 5.88 % |

|  | 98.95 % |

|  | 1.05 % |

|  | 100 % |

|  | 81.11 % |